# 愛媛新聞ニュース
愛媛新聞ニュース（えひめしんぶんニュース）は、南海放送とエフエム愛媛で放送されている愛媛新聞協力のローカルニュース番組である。

## 南海放送版

### 概要
愛媛県内のニュースはもちろん、全国のニュースを短時間で伝えるストレートニュースである。専用のタイトルコールの後、スポンサー読みやCMに続いて、ニュースを読み上げる。自社制作のワイド番組へ内包される場合には、専用のBGMが使用される場合がある。なお、タイトルコールは、2023年現在、女性の「愛媛新聞ニュース」という音声にエフェクトとシンセサイザー調のジングルを重ねたもの。かつては、音楽をバックに江刺伯洋が「愛媛新聞、 ニュース!」と「ニュー」の部分に最も力を入れて力強く叫ぶものであった。

### 放送時間
毎時55分（一部時間帯30分）を基本とする。ワイド番組のニュースコーナーとして内包されている場合もある。
なお、2023年4月から2024年9月26日まで月 - 木曜の『Tips』枠内の14:55からの放送は、JRNネットワークセールスでのCM（フローラの20秒のCMとACジャパンの20秒×2本のCM）放送枠確保のため、前月までと比べ1分短い14:58までの放送としていた。

## エフエム愛媛版
南海放送とは異なり、愛媛県内のニュースと天気予報を伝える。放送時間はこちらを参照。

## その他
「愛媛新聞ニュース」という番組名は、RNBではラジオ放送でのみで使用されている。RNBテレビの短時間ローカルニュース番組の番組名は「なんかいNEWS」である。また、愛媛新聞社と協力関係にある愛媛CATVで放送されているテレビニュース番組は「愛媛新聞ニュースフラッシュ」である。